# Numeracia

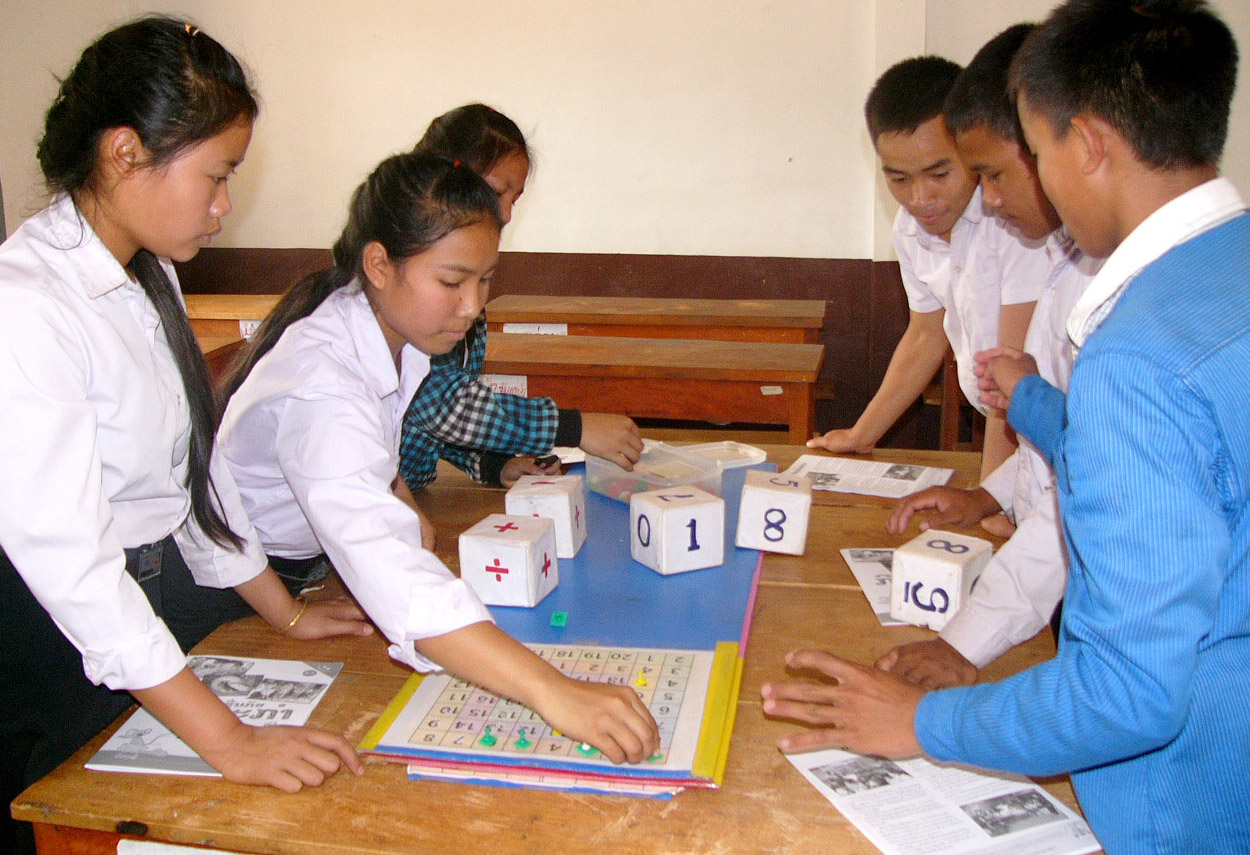
Crianças no Laos divertem-se conforme melhoram a numeracia com o "Bingo". Elas rolam três dados, constroem uma equação a partir dos números para produzir um novo número e, em seguida, riscam este número no tabuleiro, tentando chegar a 4 em uma fileira.

Numeracia é a capacidade de raciocinar e aplicar conceitos numéricos simples. habilidades numeracias básicas consistem em compreender aritmética fundamental como adição, subtração, multiplicação e divisão. Por exemplo, se alguém consegue entender equações matemáticas simples tais como 2 + 2 = 4, então será considerado possuir ao menos conhecimentos numéricos básicos. Aspectos substanciais de numeracia também incluem sentidos de números, sentidos de operações, computação, medição, geometria, probabilidade e estatística. Uma pessoa numericamente alfabetizada pode gerenciar e responder a demandas matemáticas da vida.
Por contraste, inumeracia (a falta de numeracia) pode ter um impacto negativo. A matemática tem uma influência na decisão de carreiras, e percepção de risco em relação a decisões de saúde e pode afetar negativamente escolhas econômicas. "Maior numeracia tem sido associada a susceptibilidade reduzida para efeitos de enquadramento, menor influência de informações não numéricas tais como estados de humor e uma maior sensibilidade para diferentes níveis de risco numérico".